# Hellroaring Creek (Yellowstone River)
Der Hellroaring Creek ist ein etwa 40 km langer, rechter Nebenfluss des Yellowstone River in den US-Bundesstaaten Montana und Wyoming. Der englische Flussname hat im Deutschen in etwa die Bedeutung „höllentosender kleinerer Fluss“.

## Verlauf
Der Hellroaring Creek entspringt südwestlich des Crow Mountain in den westlichen Beartooth Mountains im südlichen Park County in Montana auf etwa 2670 m Höhe. Von dort fließt er in südliche Richtung durch die Absaroka-Beartooth Wilderness des Gallatin National Forest und erhält mit North Fork Hellroaring Creek, Middle Fork Hellroaring Creek und Grizzly Creek größere Zuflüsse. Weiter flussabwärts mäandriert der Fluss durch die Hellroaring Meadows und erhält mit dem Horse Creek von rechts seinen größten Nebenfluss. Östlich des Horse Mountain wendet sich der Hellroaring Creek leicht nach Südwesten und passiert die Grenze zum Yellowstone-Nationalpark sowie wenige Kilometer weiter südlich zum Park County in Wyoming. Der Hellroaring Creek umfließt den Hellroaring Mountain, wendet sich kurz vor seiner Mündung nach Westen und mündet nach etwa 40 km im Black Canyon of the Yellowstone auf 1738 m Höhe in den hier nach Nordwesten fließenden Yellowstone River. Der Hellroaring Creek Trail sowie weiter flussaufwärts der Hellroaring Meadows Trail und der West Hellroaring Trail folgen nahezu dem gesamten Flussverlauf.

## Hydrologie
Der Hellroaring Creek ist als Nebenfluss des Yellowstone River Teil des Einzugsgebietes des Missouri River, der über den Mississippi in den Golf von Mexiko entwässert. Das Einzugsgebiet des Hellroaring Creek umfasst ein Areal von etwa 389 km² und grenzt an die Einzugsgebiete von Boulder River im Nordosten, Buffalo Creek im Osten, Little Buffalo Creek im Südosten, Cottonwood Creek und Crevice Creek im Südwesten, Bear Creek im Westen sowie Mill Creek im Nordwesten.

## Galerie

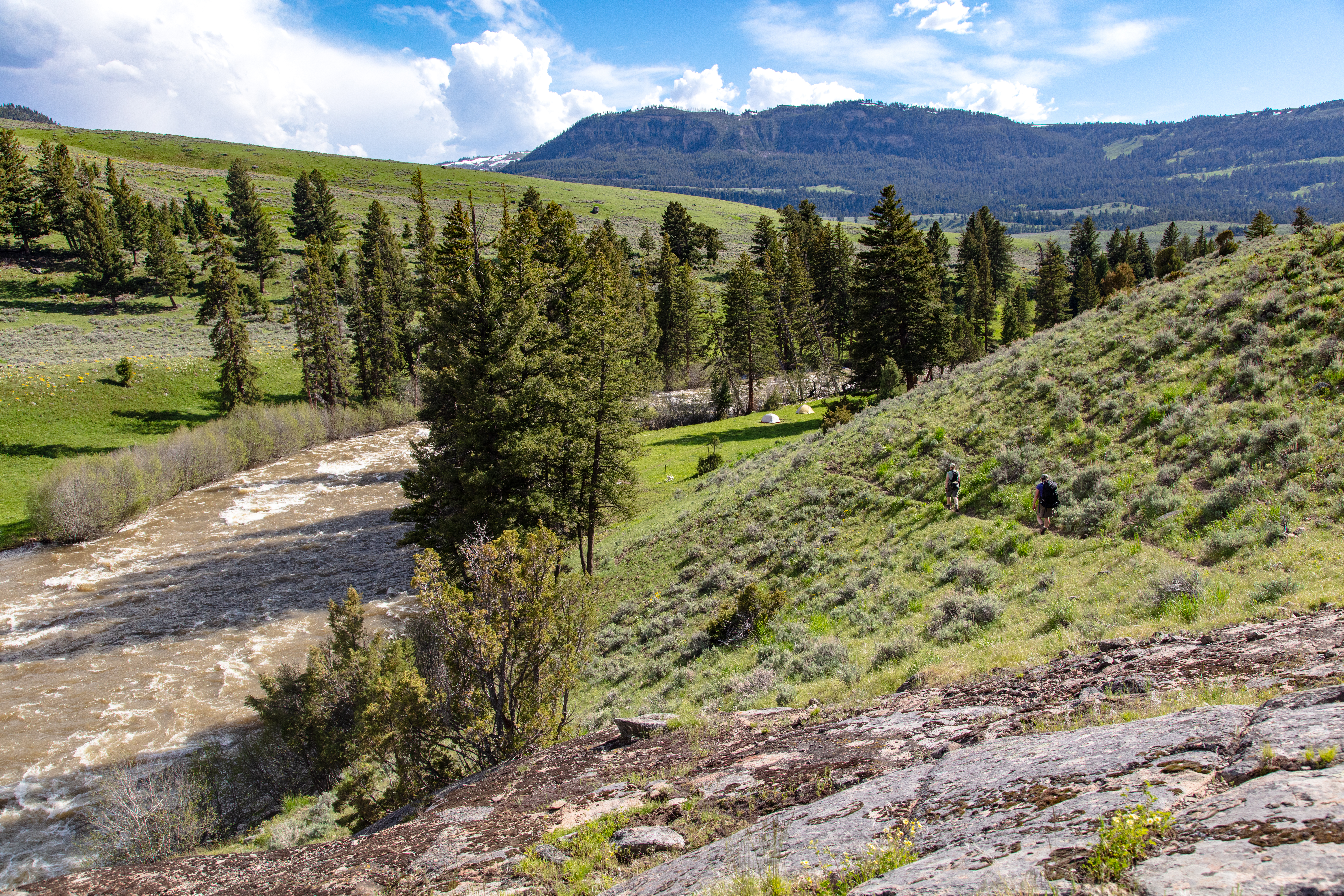
Hellroaring Creek im Yellowstone-Nationalpark
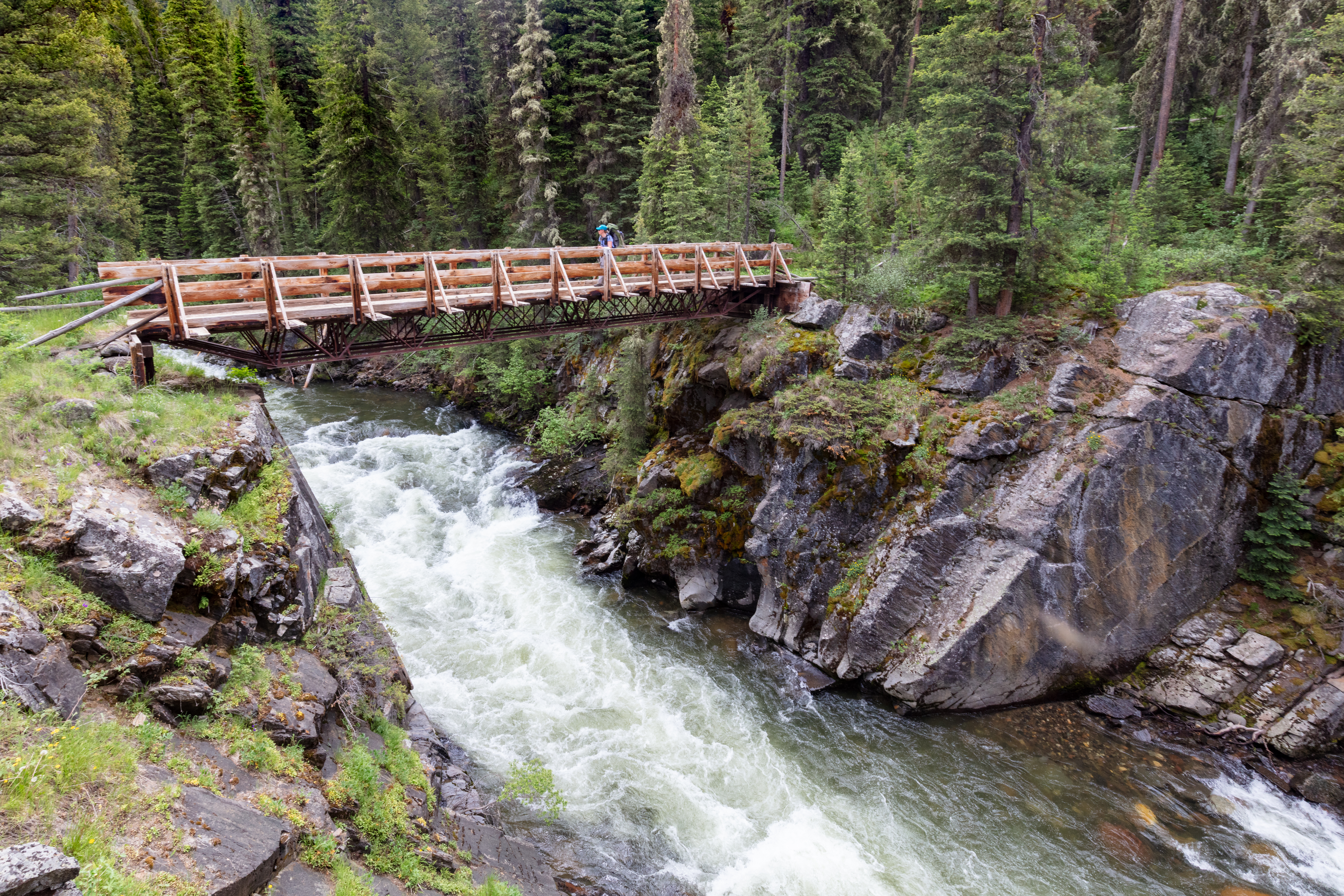
Die Hellroaring Creek Bridge über den Fluss
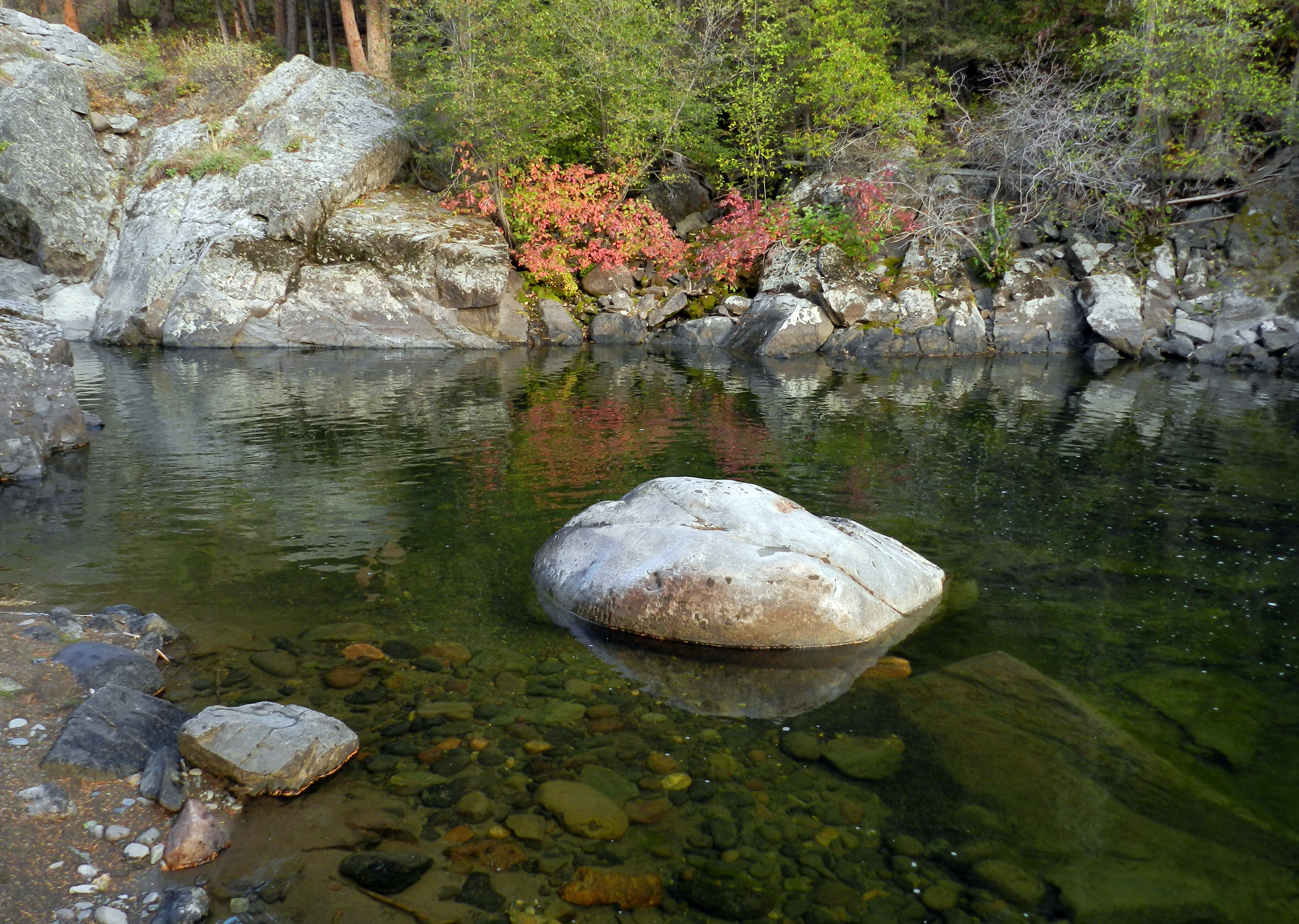
Hellroaring Creek im Herbst
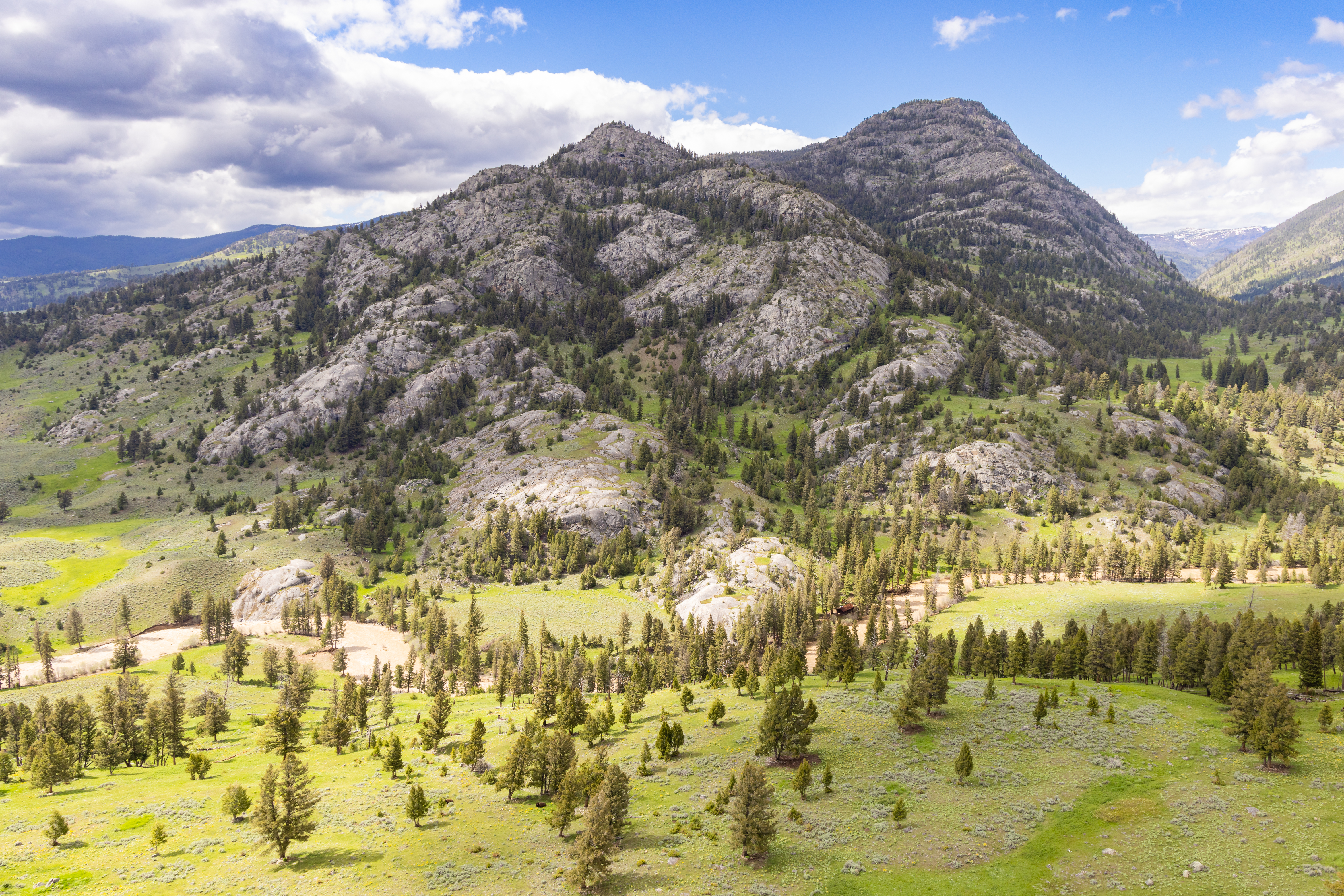
Der Fluss während der Flutkatastrophe 2022
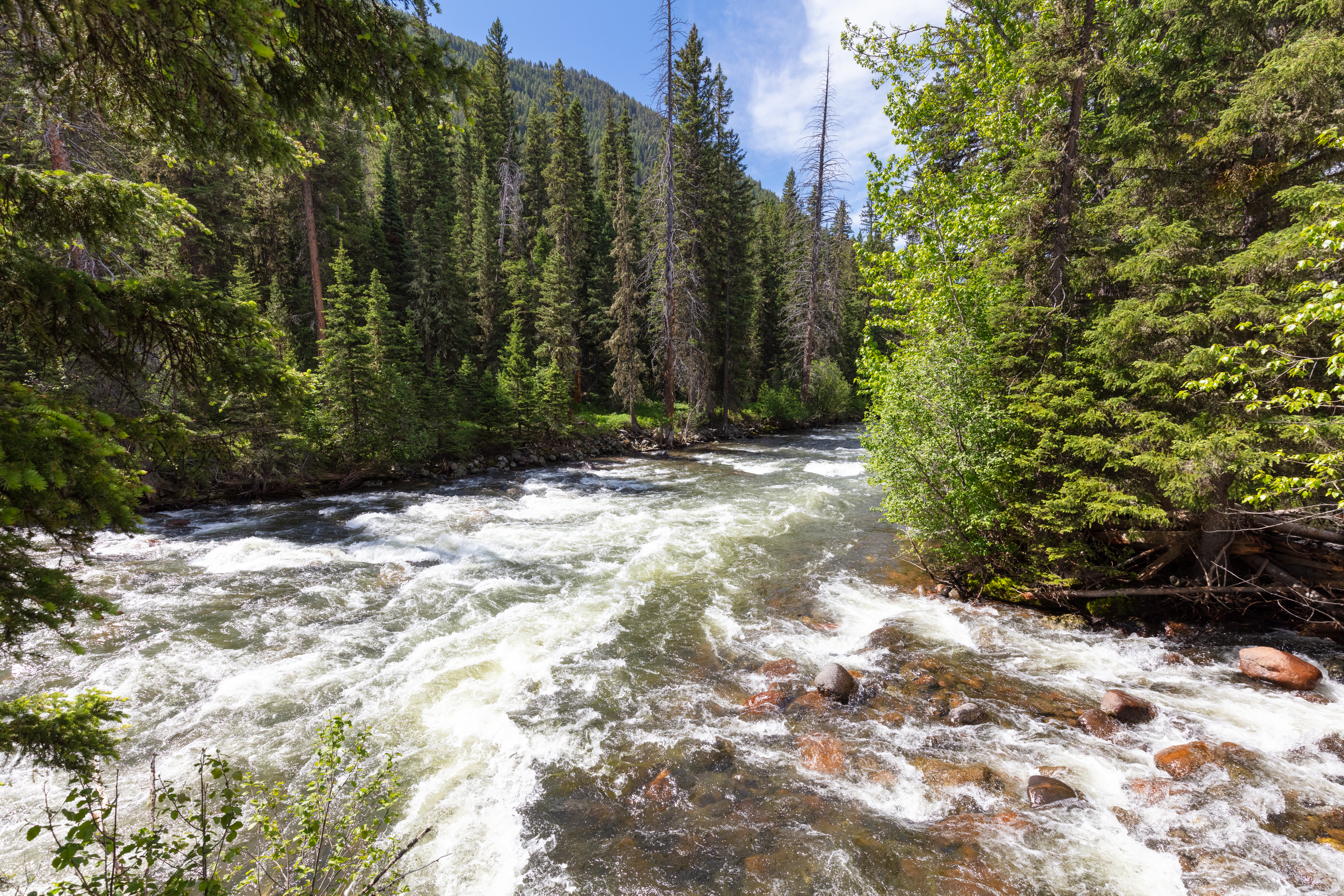
Zusammenfluss von Horse Creek und Hellroaring Creek